# Bessan (Berg)
Der Bessan (別山) ist ein Berg im Ryōhaku-Gebirge mit einer Höhe von 2399 m. Er befindet sich innerhalb des Hakusan-Nationalparks auf der Grenze zwischen den japanischen Präfekturen Ishikawa und Gifu. Der Bessan liegt auf dem shintoistischen Pilgerweg Mino-Zenjōdō (美濃禅定道). Diese Route führt vom Nagataki-Hakusan-Schrein (長滝白山神社 Nagataki-Hakusan-Jinja) in Gujō in der Präfektur Gifu über den Hakusan-Chuukyo-Schrein (白山中居神社 Hakusan-Chuukyo-Jinja), an der Itoshiro-Riesenzeder, den Ruinen des Kamibato-Schreins und Mizuno-Gongen-Schreins vorbei zum Gipfel Sannomine und von dort über den Mitarai-Teich und Murodō zum Gipfel des Haku-san.